# Jeanette Jonsson
Jeanette Jonsson är en svensk volleybollspelare och -tränare. Hon spelade 76 matcher med Sveriges landslag och var förbundskapten för laget 1999-2003. Hon var därefter verksamhetsledare vid riksidrottsgymnasiet Ållebergsgymnasiet.
På klubbnivå spelade Jonsson för G-70, KFUM Göteborg, KFUM Örebro och Sollentuna VK.